# Sanna Talonen
Sanna Talonen, född 15 juni 1984, är en före detta fotbollsspelare från Finland (anfallare) som har spelat för KIF Örebro DFF. Hon skrev ursprungligen kontrakt för 2009 och 2010 men fortsatte sen spela för klubben fram till 2015.
Talonen har även spelat för det finländska damlandslaget.